# Lista światowego dziedzictwa UNESCO na Wyspach Marshalla
Lista światowego dziedzictwa UNESCO na Wyspach Marshalla – lista miejsc na Wyspach Marshalla wpisanych na listę światowego dziedzictwa UNESCO, ustanowionej na mocy Konwencji w sprawie ochrony światowego dziedzictwa kulturowego i naturalnego, przyjętej przez UNESCO na 17. sesji w Paryżu 16 listopada 1972 i ratyfikowanej przez Wyspy Marshalla 24 kwietnia 2002 roku.
Obecnie (stan na 2022 rok) na liście znajduje się 1 obiekt o charakterze dziedzictwa kulturowego.
Na liście informacyjnej UNESCO – liście obiektów, które Wyspy Marshalla zamierza rozpatrzyć do zgłoszenia do wpisu na listę światowego dziedzictwa – znajdują się 3 obiekty (stan na 2022 rok).

## Obiekty na liście światowego dziedzictwa UNESCO
Poniższa tabela przedstawia obiekty na liście światowego dziedzictwa UNESCO należące do Wysp Marshalla:
Nr ref. – numer referencyjny UNESCO;
Obiekt – polskie tłumaczenie nazwy wpisu na liście wraz z jej angielskim oryginałem;
Położenie – atol/wyspa; współrzędne geograficzne;
Typ – klasyfikacja według Komitetu Światowego Dziedzictwa:
- kulturowe (K)
- przyrodnicze (P)
- kulturowo–przyrodnicze (K,P)

Rok wpisu – roku wpisu na listę i rozszerzenia wpisu;
Opis – krótki opis obiektu wraz z informacjami o jego zagrożeniu.
| Nr ref. | Obiekt                                                                                       | Zdjęcie | Położenie                                              | Typ        | Rok  | Opis |
| ------- | -------------------------------------------------------------------------------------------- | ------- | ------------------------------------------------------ | ---------- | ---- | --- |
| 1339    | Atol Bikini, dawne tereny amerykańskich prób z bronią jądrową Bikini Atoll Nuclear Test Site |         | Atol Bikini11°35′00″N 165°23′00″E/11,583333 165,383333 | K (iv)(vi) | 2010 | Grupa 36 wysepek otaczających lagunę o powierzchni 594 km². W latach 1946–1958 Stany Zjednoczone przeprowadziły tutaj ponad 20 prób z bronią jądrową. W 1978 roku przesiedlono na wyspę Kili z powodu utrzymującego się skażenia gleby promieniotwórczym cezem. |

## Obiekty na liście informacyjnej UNESCO
Poniższa tabela przedstawia obiekty wpisane na listę informacyjną UNESCO należące do Wysp Marshalla:
Nr ref. – numer referencyjny UNESCO;
Obiekt – polskie tłumaczenie nazwy wpisu na liście informacyjnej wraz z jej angielskim oryginałem;
Położenie – atol/wyspa; współrzędne geograficzne;
Typ – klasyfikacja według Komitetu Światowego Dziedzictwa:
- kulturowe (K)
- przyrodnicze (P)
- kulturowo–przyrodnicze (K,P)

Rok wpisu – roku wpisu na listę informacyjną;
Opis – krótki opis obiektu wraz z informacjami o jego zagrożeniu.
| Nr ref. | Obiekt                                                                                       | Zdjęcie | Położenie | Typ        | Rok  | Opis |
| ------- | -------------------------------------------------------------------------------------------- | ------- | --- | ---------- | ---- | --- |
| 2064    | Północne atole Wysp Marshalla Northern Marshall Islands Atolls                               |         | Atole: Ailinginae, Rongerik, Bokak, Bikar, Taka, Erikub oraz wyspa Jemo 11°10′00″N 166°20′00″E/11,166667 166,333333 11°20′00″N 167°27′00″E/11,333333 167,450000 14°32′00″N 169°00′00″E/14,533333 169,000000 12°14′00″N 170°08′00″E/12,233333 170,133333 11°06′09″N 169°38′26″E/11,102500 169,640556 9°08′30″N 170°00′00″E/9,141667 170,000000 10°04′45″N 169°31′29″E/10,079167 169,524722 | K, P       | 2005 | Wpis na listę informacyjną obejmuje 6 atoli oraz 1 wyspę należące do Wysp Marshalla. Jemo jest wyspą koralową, która posiada wiele cech atoli. Wszystkie atole oraz wyspa są bezludne mieszkają tutaj jedynie żółwie morskie oraz ptaki. |
| 2066    | Historyczna dzielnica wsi Likiep Likiep Village Historic District                            |         | Atol Likiep 9°50′00″N 10°00′00″E/9,833333 10,000000 | K (ii)(iv) | 2005 | Wpis obejmuje 15 budynków położonych we wsi Likiep. Są one przykładem wpływów niemieckiego osadnictwa z końca XIX wieku. |
| 2067    | Ochrona przyrody Atolu Mili (oraz Nadrikdrik) Mili Atoll Nature Conservancy (and Nadrikdrik) |         | Atol Knox oraz Mili 6°05′00″N 171°44′00″E/6,083333 171,733333 5°54′00″N 172°09′00″E/5,900000 172,150000 | P          | 2005 | Atol Mili składa się z 92 wysepek. Znajdują się tutaj pozostałości po II wojnie światowej m.in.: system bunkrów, stanowiska artyleryjskie oraz japońskie myśliwce i bombowce.                                                            |